# Wołodymyr Woskowski
Wołodymyr Iwanowycz Woskowski, ukr. Володимир Іванович Восковський, ros. Владимир Иванович Восковский, Władimir Iwanowicz Woskowski (ur. 9 czerwca?/22 czerwca 1910 w Mikołajowie, w guberni chersońskiej, Imperium Rosyjskie, zm. 19 września 1987 w Mikołajowie, Ukraińska SRR) – ukraiński trener piłkarski.

## Kariera trenerska
Przed wojną grał w piłkę nożną i koszykówkę. Specjalizacja bokser. Aktywnie rozpowszechniał boks w mieście Mikołajowie. Uczestnik II wojny światowej, z Armią Czerwoną doszedł do Niemiec. Potem rozpoczął pracę szkoleniowca. W 1950 prowadził Dynamo Mikołajów. Potem pracował z dziećmi w Szkole Sportowej w Mikołajowie. Wśród jego wychowanków, m.in. Łeonid Krywycki, Jakiw i Ołeksij Borysowy, Jewhen Łemeszko, Wiktor Żurawlow, Anatolij Norow, Wałentyn Weretennikow, Wołodymyr i Łeonid Mały.
19 września 1987 roku zmarł w wieku 77 lat.